# Tetyana Holovchenko
Tetyana Holovchenko (née le 13 février 1980) est une athlète ukrainienne, spécialiste des courses de fond.

## Palmarès
Championnats d'Europe de cross-country
- Championne d'Europe de cross 2006 à San Giorgio su Legnano.
- 5e des Championnats d'Europe de cross-country 2010 à Albufeira.
- 8e des Championnats d'Europe de cross-country 2009 à Dublin.

Coupe d'Europe des nations d'athlétisme en salle
- 3e au 3 000 mètres de la Coupe d'Europe des nations d'athlétisme en salle 2006 à Liévin.

Universiade
- 2e au 1 500 mètres de l'Universiade d'été de 2005 à Izmir.
- 2e au 5 000 mètres de l'Universiade d'été de 2005 à Izmir.
- 2e au 1 500 mètres de l'Universiade d'été de 2007 à Bangkok.
- 2e au 5 000 mètres de l'Universiade d'été de 2007 à Bangkok.